# 鄭顕模
鄭 顕模（チョン・ヒョンモ、朝鮮語: 정현모/鄭顯模、1893年または1901年6月27日 - 1965年1月1日）は、日本統治時代の朝鮮および大韓民国の独立運動家、ジャーナリスト、官僚、政治家、実業家。制憲韓国国会議員、初代慶尚北道知事、第4代忠清北道知事を歴任した。
本貫は東萊鄭氏。号は白下（ペカ、백하）。

## 経歴
慶尚北道安東郡出身。早稲田大学卒。新幹会安東支会長を経て、解放後は朝鮮日報主筆、時代日報主筆を務めた。1948年の初代総選挙で当選したが、同年10月19日に慶尚北道知事に任命されたため議員を辞職した。以後初代慶尚北道知事（1948年10月18日～1950年1月23日）、第4代忠清北道知事（1952年9月～1953年11月）、自由党政務委員長、民友党結党発起人を務めた。
1965年1月1日、持病により安東郡吉安面県下洞で死去。享年74。